# Маланов Олексій Олексійович
Олексій Олексійович Мала́нов (нар. 30 серпня 1917, Ярославль — пом. 4 жовтня 1941, с. Дальник, Одеська область) — військовий льотчик, командир ланки 69-го винищувального авіаційного полку (Окрема Приморська армія), старший лейтенант, Герой Радянського Союзу (посмертно).

## Біографія

### Дитинство і юність
Народився в Ярославлі в сім'ї ткачів.
Після 10 класу за рекомендацією райкому ВЛКСМ був направлений в Одеську військово-авіаційну школу пілотів. За 2,5 року навчання в авіашколі Олексій Маланов досконало опанував льотною справою і за відмінні успіхи був нагороджений Ворошиловською премією.
Після закінчення школи службу продовжив на одному з південних військових аеродромів, а потім переведений в 69-й Одеський винищувальний авіаполк.

### Німецько-радянська війна
Початок війни командир авіаланки Олексій Маланов зустрів першим бойовим вильотом 22 червня о 4 годині для захисту Одеського порту.
69-й винищувальний полк був підпорядкований командувачу Одеського оборонного району. Авіаполк виконував не тільки прикриття наземних військ з повітря, але й вів повітряні бої з авіацією противника, брав участь у штурмівці аеродромів, танкових і механізованих колон 4-ї румунської армії. Аеродром 69-го авіаполку розташовувався на околиці міста, льотчики супротивника добре знали місце його розташування, безперервно піддавали бомбовим ударам з повітря і артилерійському обстрілу гарматами великого калібру. Командування оборонного району і Приморської армії генерал Іван Петров прийняли рішення побудувати інший аеродром у самій Одесі, який важко було розпізнати серед міських руїн.
У складі авіаполку брав участь у знищенні німецьких літаків на аеродромі біля села Сальтисони, за 10 заходів протягом 30 хвилин було спалено 22 літаки, 100 чоловік з льотно-технічного складу вбито і поранено.
Незабаром групою винищувачів було збито 5 з 6 бомбардувальників «Ю-52», транспортували караван планерів з матеріальними засобами. Один з них підбив Олексій Маланов.
У липні 1941 року командир ланки Маланов був представлений до ордена Червоного Прапора, а в вересні до звання Героя Радянського Союзу.
У нагородному листі командир 69-го авіаполку майор Л. Шестаков і воєнком Верховец написали, що старший лейтенант Маланов завдавав нищівних ударів по наземним частинам супротивника, вогневих точках, мінометних батареях і кулеметним гніздам. За час бойових дій здійснив 151 бойовий виліт, з них на штурмовку — 67, повітряний бій — 39 і розвідку — 27 вильотів. У повітряних боях збив 2 літаки противника.
4 жовтня 1941 року 8 винищувачів штурмували ворожі позиції на північний захід від села Дальник. Літак Олексія Маланова був підбитий ворожими зенітниками. Охоплений полум'ям винищувач «І-16» Маланов направив на румунську кавалерійську частину.
Олексій Олексійович Маланов похований в Одесі на Алеї Слави в парку імені Т. Г. Шевченка.
Указом Президії Верховної Ради СРСР від 10 лютого 1942 року старшому лейтенанту Маланову Олексію Олексійовичу присвоєно звання Героя Радянського Союзу, посмертно.

## Нагороди
- Медаль «Золота зірка» Героя Радянського Союзу (10 лютого 1942 року, посмертно).
- Орден Леніна (10 лютого 1942 року, посмертно).
- Орден Червоного Прапора (5 листопада 1941 року, посмертно).

## Пам'ять
Ім'ям Героя названі:
- провулок Маланова в Одесі
- вулиця в Красноперекопському районі Ярославля, в 1965 році.

На старій будівлі школи № 40, яку він закінчив, встановлено меморіальну дошку.